# Бохно, Валерий Петрович
Вале́рий Петро́вич Бохно́ (бел. Валерый Пятровіч Бахно; род. 28 июня 1971, Микашевичи, Брестская область) — белорусский футболист и тренер. Старший брат Андрея Бохно.

## Клубная карьера
Начинал карьеру в России, потом играл в Белоруссии за «Гранит» и солигорский «Шахтёр».
В начале 2000 играл в литовском «Жальгирисе». Летом 2000 перешёл в польский «Хетман (Замосць)», где провел около года.
В 2003 году вернулся в состав «Гранита», в котором и закончил карьеру игрока осенью 2006 года.

## Тренерская карьера
Ещё с 1997 года стал работать играющим тренером «Гранита», с перерывами на легионерский период карьеры. Осенью 2006 года завершил карьеру игрока и сконцентрировался на тренерской работе. По итогам сезона 2007 вывел «Гранит» в Высшую лигу, с которой клуб вылетел через два года. В 2014 году «Гранит» победил в Первой лиге и снова получил место в элитном дивизионе.
В июле 2018 года Бохно уступил пост главного тренера своему помощнику Олегу Сидоренкову, а сам остался старшим тренером команды. В январе 2019 года стало известно, что Бохно переехал жить в Польшу, где в футбольной академии «Дельта» занимаются его сыновья Матвей и Серафим.
В июле 2019 года вернулся на пост главного тренера «Гранита», однако вскоре вновь покинул клуб.

## Достижения

### Как тренер
- Чемпион Первой лиги Белоруссии: 2014